# Globularia liouvillei
Globularia liouvillei là một loài thực vật có hoa trong họ Mã đề. Loài này được Jahand. & Maire mô tả khoa học đầu tiên năm 1923.